# Kovács Tibor (labdarúgó, 1968)
Kovács Tibor (Szeged, 1968. augusztus 18. –) békéscsabai játékos, első NB I-es mérkőzése 1994. augusztus 6-án volt Békéscsabai Előre FC - Vasas 2-1.

## Pályafutása
1980-ban kezdett futballozni a SZEOL AK-ban. 1988-ban a Mezőtúr játékosa lett. 1990-től Hóddmezővásárhelyen szerepelt. 1992-ben a Szeged FC szerződtette. 1994 nyarán igazolt a Békéscsabához. Itt 67-szer került a csapatba I. osztályú mérkőzésen. 1997-ben a Diósgyőri FC játékosa lett. 2000-től ismét a Békéscsaba játékosa lett. 2002 februárjától Orosháza színeiben szerepelt. 2004-ben a Battonya szerződtette.
NB I
- játszott mérkőzések: 147
- rúgott gólok: 2

## eredményei
NB I
- 1994–95 5. helyezés